# Damir Krstičević
Damir Krstičević (Vrgorac, 1. srpnja 1969.), umirovljeni je general-bojnik i bivši zamjenik načelnika Glavnog stožera Oružanih snaga Republike Hrvatske. Od 19. listopada 2016. do 14. svibnja 2020. obnašao je dužnost potpredsjednika Vlade i ministra obrane Republike Hrvatske. Podnio je ostavku nakon zrakoplovne nesreće u Zadru, 7. svibnja 2020. godine. Predsjednik Vlade Andrej Plenković prihvatio ju je dan kasnije.

## Životopis
General bojnik Damir Krstičević rođen je 1969. godine u Vrgorcu gdje je pohađao osnovnu i srednju školu. Do odlaska na vojno školovanje živio je u selu Umčanima. Srednju vojnu školu u Sarajevu završava 1987. kao najbolji u svojoj klasi. Godine 1991., nakon što je završio Vojnu akademiju kopnene vojske Jugoslavenske narodne armije (u Beogradu, na Banjici), odmah se, na dan 25. srpnja 1991. priključio Oružanim snagama Republike Hrvatske (HV).
Tijekom Domovinskoga rata bio je zapovjednik 115. brigade Hrvatske vojske poznate i pod nazivom Imotska, te zapovjednik 4. gardijske brigade, a sudjelovao je u operacijama Maslenica, Zima '94., Ljeto '95., Oluja, itd.
Nakon rata postaje zapovjednik 5. zbornog područja, odakle je upućen na jednogodišnje školovanje u američku ratnu školu kopnene vojske, koju je završio s odličnim rezultatom, potom postaje zamjenik načelnika Glavnog stožera Oružanih snaga RH. 
Zbog toga što je bio supotpisnikom Otvorenog pisma dvanaestorice hrvatskih ratnih zapovjednika hrvatskoj javnosti od 28. rujna 2000. godine, ondašnji predsjednik RH Stjepan Mesić ga je prisilno umirovio.
Pošto je vrlo mlad umirovljen, zaposlio se u Zagrebu gdje živi s obitelji.
Dana 22. svibnja 2018. godine Krstičević je primljen u Kuću slavnih međunarodnih polaznika Ratne škole Kopnene vojske SAD-a, International Fellows Hall of Fame, US Army War College.
Proglašen je počasnim građaninom grada Metkovića 2018. godine.